# Liste des siècles
Une liste des siècles, depuis la fin de la préhistoire jusqu'au futur lointain.

## Siècles avant l'ère commune
| IVe millénaire av. J.-C.  | de l'an 4000 av. J.-C. | à l'an 3001 av. J.-C. |
| ------------------------- | ---------------------- | --------------------- |
| XLe siècle av. J.-C.      | de l'an 4000 av. J.-C. | à l'an 3901 av. J.-C. |
| XXXIXe siècle av. J.-C.   | de l'an 3900 av. J.-C. | à l'an 3801 av. J.-C. |
| XXXVIIIe siècle av. J.-C. | de l'an 3800 av. J.-C. | à l'an 3701 av. J.-C. |
| XXXVIIe siècle av. J.-C.  | de l'an 3700 av. J.-C. | à l'an 3601 av. J.-C. |
| XXXVIe siècle av. J.-C.   | de l'an 3600 av. J.-C. | à l'an 3501 av. J.-C. |
| XXXVe siècle av. J.-C.    | de l'an 3500 av. J.-C. | à l'an 3401 av. J.-C. |
| XXXIVe siècle av. J.-C.   | de l'an 3400 av. J.-C. | à l'an 3301 av. J.-C. |
| XXXIIIe siècle av. J.-C.  | de l'an 3300 av. J.-C. | à l'an 3201 av. J.-C. |
| XXXIIe siècle av. J.-C.   | de l'an 3200 av. J.-C. | à l'an 3101 av. J.-C. |
| XXXIe siècle av. J.-C.    | de l'an 3100 av. J.-C. | à l'an 3001 av. J.-C. |

| IIIe millénaire av. J.-C. | de l'an 3000 av. J.-C. | à l'an 2001 av. J.-C. |
| ------------------------- | ---------------------- | --------------------- |
| XXXe siècle av. J.-C.     | de l'an 3000 av. J.-C. | à l'an 2901 av. J.-C. |
| XXIXe siècle av. J.-C.    | de l'an 2900 av. J.-C. | à l'an 2801 av. J.-C. |
| XXVIIIe siècle av. J.-C.  | de l'an 2800 av. J.-C. | à l'an 2701 av. J.-C. |
| XXVIIe siècle av. J.-C.   | de l'an 2700 av. J.-C. | à l'an 2601 av. J.-C. |
| XXVIe siècle av. J.-C.    | de l'an 2600 av. J.-C. | à l'an 2501 av. J.-C. |
| XXVe siècle av. J.-C.     | de l'an 2500 av. J.-C. | à l'an 2401 av. J.-C. |
| XXIVe siècle av. J.-C.    | de l'an 2400 av. J.-C. | à l'an 2301 av. J.-C. |
| XXIIIe siècle av. J.-C.   | de l'an 2300 av. J.-C. | à l'an 2201 av. J.-C. |
| XXIIe siècle av. J.-C.    | de l'an 2200 av. J.-C. | à l'an 2101 av. J.-C. |
| XXIe siècle av. J.-C.     | de l'an 2100 av. J.-C. | à l'an 2001 av. J.-C. |

| IIe millénaire av. J.-C. | de l'an 2000 av. J.-C. | à l'an 1001 av. J.-C. |
| ------------------------ | ---------------------- | --------------------- |
| XXe siècle av. J.-C.     | de l'an 2000 av. J.-C. | à l'an 1901 av. J.-C. |
| XIXe siècle av. J.-C.    | de l'an 1900 av. J.-C. | à l'an 1801 av. J.-C. |
| XVIIIe siècle av. J.-C.  | de l'an 1800 av. J.-C. | à l'an 1701 av. J.-C. |
| XVIIe siècle av. J.-C.   | de l'an 1700 av. J.-C. | à l'an 1601 av. J.-C. |
| XVIe siècle av. J.-C.    | de l'an 1600 av. J.-C. | à l'an 1501 av. J.-C. |
| XVe siècle av. J.-C.     | de l'an 1500 av. J.-C. | à l'an 1401 av. J.-C. |
| XIVe siècle av. J.-C.    | de l'an 1400 av. J.-C. | à l'an 1301 av. J.-C. |
| XIIIe siècle av. J.-C.   | de l'an 1300 av. J.-C. | à l'an 1201 av. J.-C. |
| XIIe siècle av. J.-C.    | de l'an 1200 av. J.-C. | à l'an 1101 av. J.-C. |
| XIe siècle av. J.-C.     | de l'an 1100 av. J.-C. | à l'an 1001 av. J.-C. |

| Ier millénaire av. J.-C. | de l'an 1000 av. J.-C. | à l'an 1 av. J.-C.   |
| ------------------------ | ---------------------- | -------------------- |
| Xe siècle av. J.-C.      | de l'an 1000 av. J.-C. | à l'an 901 av. J.-C. |
| IXe siècle av. J.-C.     | de l'an 900 av. J.-C.  | à l'an 801 av. J.-C. |
| VIIIe siècle av. J.-C.   | de l'an 800 av. J.-C.  | à l'an 701 av. J.-C. |
| VIIe siècle av. J.-C.    | de l'an 700 av. J.-C.  | à l'an 601 av. J.-C. |
| VIe siècle av. J.-C.     | de l'an 600 av. J.-C.  | à l'an 501 av. J.-C. |
| Ve siècle av. J.-C.      | de l'an 500 av. J.-C.  | à l'an 401 av. J.-C. |
| IVe siècle av. J.-C.     | de l'an 400 av. J.-C.  | à l'an 301 av. J.-C. |
| IIIe siècle av. J.-C.    | de l'an 300 av. J.-C.  | à l'an 201 av. J.-C. |
| IIe siècle av. J.-C.     | de l'an 200 av. J.-C.  | à l'an 101 av. J.-C. |
| Ier siècle av. J.-C.     | de l'an 100 av. J.-C.  | à l'an 1 av. J.-C.   |

## Siècles après l'ère commune
| Ier millénaire | de l’an 1   | à l’an 1000 |
| -------------- | ----------- | ----------- |
| Ier siècle     | de l'an 1   | à l'an 100  |
| IIe siècle     | de l’an 101 | à l'an 200  |
| IIIe siècle    | de l’an 201 | à l'an 300  |
| IVe siècle     | de l’an 301 | à l'an 400  |
| Ve siècle      | de l’an 401 | à l'an 500  |
| VIe siècle     | de l’an 501 | à l'an 600  |
| VIIe siècle    | de l’an 601 | à l'an 700  |
| VIIIe siècle   | de l’an 701 | à l'an 800  |
| IXe siècle     | de l’an 801 | à l'an 900  |
| Xe siècle      | de l’an 901 | à l'an 1000 |

| IIe millénaire | de l’an 1001 | à l’an 2000 |
| -------------- | ------------ | ----------- |
| XIe siècle     | de l’an 1001 | à l’an 1100 |
| XIIe siècle    | de l’an 1101 | à l’an 1200 |
| XIIIe siècle   | de l’an 1201 | à l’an 1300 |
| XIVe siècle    | de l’an 1301 | à l’an 1400 |
| XVe siècle     | de l’an 1401 | à l’an 1500 |
| XVIe siècle    | de l’an 1501 | à l’an 1600 |
| XVIIe siècle   | de l’an 1601 | à l’an 1700 |
| XVIIIe siècle  | de l’an 1701 | à l’an 1800 |
| XIXe siècle    | de l’an 1801 | à l’an 1900 |
| XXe siècle     | de l’an 1901 | à l’an 2000 |

| IIIe millénaire | de l’an 2001 | à l’an 3000 |
| --------------- | ------------ | ----------- |
| XXIe siècle     | de l’an 2001 | à l’an 2100 |
| XXIIe siècle    | de l’an 2101 | à l’an 2200 |
| XXIIIe siècle   | de l’an 2201 | à l’an 2300 |
| XXIVe siècle    | de l’an 2301 | à l’an 2400 |
| XXVe siècle     | de l’an 2401 | à l’an 2500 |
| XXVIe siècle    | de l’an 2501 | à l’an 2600 |
| XXVIIe siècle   | de l’an 2601 | à l’an 2700 |
| XXVIIIe siècle  | de l’an 2701 | à l’an 2800 |
| XXIXe siècle    | de l’an 2801 | à l’an 2900 |
| XXXe siècle     | de l’an 2901 | à l’an 3000 |

| IVe millénaire  | de l'an 3001 | à l'an 4000 |
| --------------- | ------------ | ----------- |
| XXXIe siècle    | de l'an 3001 | à l'an 3100 |
| XXXIIe siècle   | de l'an 3101 | à l'an 3200 |
| XXXIIIe siècle  | de l'an 3201 | à l'an 3300 |
| XXXIVe siècle   | de l'an 3301 | à l'an 3400 |
| XXXVe siècle    | de l'an 3401 | à l'an 3500 |
| XXXVIe siècle   | de l'an 3501 | à l'an 3600 |
| XXXVIIe siècle  | de l'an 3601 | à l'an 3700 |
| XXXVIIIe siècle | de l'an 3701 | à l'an 3800 |
| XXXIXe siècle   | de l'an 3801 | à l'an 3900 |
| XLe siècle      | de l'an 3901 | à l'an 4000 |

- Au-delà, voir : Chronologie du futur lointain